# سارات بابو
ساتيام بابو ديكسيتولو 31 يوليو 1951 - 22 مايو 2022 المعروف باسمه المسرحي سارات بابو ، كان ممثلًا هنديًا سابقًا . ظهر في أكثر من 200 فيلم، وعدد قليل من الأفلام المالايالامية والهندية . ولقد حصل على ثمانية جوائز ناندي الدولة.
في أبريل 2023،قد أفيد أن بابو كان يعاني من تعفن الدم . توفي بسبب فشل أعضاء متعددة إدخاله إلى جهاز التنفس الصناعي في مستشفى خاصا. و كان عمره 71 عامًا. تم أداء طقوس ساراث بابو الأخيرة في تشيناي .